# I Won’t Break
«I Won’t Break» (с англ. — «Я не сломаюсь») — песня российской певицы Юлии Самойловой, представленная на конкурсе «Евровидение-2018» в Лиссабоне.

## Евровидение
30 января 2018 года «Первый канал» подтвердил, что Самойлова будет представлять Россию на предстоящем конкурсе этого года. Песня была официально выпущена 11 марта 2018 года, и в тот же день было объявлено, что с ней Самойлова и выступит на конкурсе. Песня впервые была исполнена Самойловой в живую на pre-party вечеринке «Евровидение-2018» в Москве, чьё пение было подвержено негативной критике.
Россия приняла участие во втором полуфинале 10 мая 2018 года. Она выступала под номером 6, между Данией и Молдавией. По итогам голосования, Россия заняла лишь 15 место, что не дало ей пройти в финал. Случай с невыходом в финал стал первым в истории выступления России на «Евровидении» (результаты конкурса 1996 года не учтены).

## Клип
Официальный видеоклип на песню Юлии Самойловой «I Won’t Break» был выпущен 11 марта 2018 года, одновременно с премьерой самой композиции.

## Список композиций
| №  | Название        | Длительность |
| -- | --------------- | ------------ |
| 1. | «I Won't Break» | 2:59         |

## История издания
| Регион    | Дата          | Формат            | Лейбл      |
| --------- | ------------- | ----------------- | ---------- |
| Различный | 11 марта 2018 | Цифровая загрузка | Sony Music |